# Равна (дем Кукуш)
Вижте пояснителната страница за други значения на Равна.
Равна, Рамна или Долна Равна (на гръцки: Ίσωμα, Исома, до 1927 година Ράβνα, Равна) е село в Егейска Македония, Гърция, дем Кукуш (Килкис) на административна област Централна Македония.

## География
Селото е разположено високо в източните склонове на Карадаг (Мавровуни) и на практика географски принадлежи на Сярско, а не на Кукушко.

## История

### В Османската империя
В „Етнография на вилаетите Адрианопол, Монастир и Салоника“, издадена в Константинопол в 1878 година и отразяваща статистиката на населението от 1873 г., Рамна (Ramna) е посочено като селище в Сярска каза със 120 домакинства, като жителите му са 140 мюсюлмани и 200 българи.
В 1891 година Георги Стрезов пише за селото:
| „ | Равна, политически не принадлежи на Сярската каза; черковно то влиза в Сярската епархия. голямо село в Круша планина; вижда се от пътя Солун Сяр. Наоколо много юручки села (махали). | “ |

Според статистиката на Васил Кънчов („Македония. Етнография и статистика“) в 1900 година Равна е село в Нигритска нахия на Сярска каза и има 840 жители българи християни и 320 турци.
Населението на селото е разделено в конфесионално отношение. През 1903 – 1904 година между българската (екзархийската) и гъркоманската (патриаршистката) общност в селото има спор за използването на местната църква и училище. По данни на секретаря на Българската екзархия Димитър Мишев („La Macédoine et sa Population Chrétienne“) в 1905 година в Равна (Ravna) има 640 българи екзархисти и 384 българи патриаршисти гъркомани и в селото работят българско и гръцко училище.
По време на Балканската война 10 души от Равна се включват като доброволци в Македоно-одринското опълчение. През войната в селото влиза четата на Михаил Думбалаков, която обезоръжава турското население и спасява християнското.

Думбалаков пише, че християнското население на Равна се състои от 
| „ | петдесет български и още толкова гръцки къщи. | “ |

### В България
В 1912 година по време на Балканската война в селото влизат български части. Кукушкият окръжен управител Владимир Караманов пише:
| „ | Селото Равна се намира в най-крайната северозападна част на Лъгадинската околия, разположено в недрата на източните склонове на Круша планина, всред висока, но равна и доста плодородна местност. То бе неголямо село, населено от българи и турци. Последните бяха по-малочислени. Българите до Балканската война се деляха и още на екзархисти и патриаршисти, броят на които беше почти наравно. Имаха една черква, в която се редуваха последователно, а училищата им бяха отделно. | “ |

В 1912 година по време на Балканската война в селото влизат български части. Селото е посещавано от гръцки андарти и агитатори, които карат селяните да не се подчиняват на българската власт.
Общински кмет става равненецът П. Атанасов, но в селото не остава постоянно българска военна част. През първата половина на ноември в селото са разквартирувани 15 гръцки войници, които започват пропаганда сред селяните да не признават българската власт. В селото влиза и андартският капитан Яни Рамненски, родом от Равна. През втората половина на ноември гърцките войници и няколко андарти се опитват да изгонят българските стражари и да заменят кмета с местен гъркоманин, но българската власт е възстановена от войска от Негован. На 1 април става подобен инцидент след като в селото пристигат 30 гръцки войници, начело с подпоручик. През втората половина на април гръцката войска се изтегля от Равна.

### В Гърция
По време на Междусъюзническата война в 1913 година селото е опожарено от гръцката армия, а след това остава в пределите на Гърция. Част от населението му се изселва в България и на негово място са настанени гърци бежанци. През 1927 години селото е прекръстено на Исома. В 1928 година селото е смесено местно-бежанско с 33 семейства и 115 жители бежанци. В 1952 година в селото се заселват и две каракачански фамилии – Димоянис и Спанос.
Селото се премества няколко километра на югоизток. В старото село е запазена само църквата „Свети Атанасий“. Съборът на селото е на 2 май. В селото има паметник на родения там андартски капитан Яни Рамненски.
| Име           | Име                | Ново име        | Ново име       | Описание                                  |
| ------------- | ------------------ | --------------- | -------------- | ----------------------------------------- |
| Големи чаири  | Μεγάλα Τσαΐρια     | Меагала Ливадия | Μεγάλα Λιβάδια | местност на ЮИ от Равна и на З от Лахна   |
| Керлис        | Κερλίς             | Калогирос       | Καλόγηρος      | възвишение на ЮИ от Равна и на З от Лахна |
| Таш бунар     | Τάς Μπουνάρ        | Петропиги       | Πετροπηγή      | възвишение на ЮИ от Равна                 |
| Куру          | Κουρου             | Дасеро          | Δασερο         | местност на ЮИ от Равна                   |
| Корита        | Κοριτα             | Скафи           | Σκάφη          | река на ЮИ от Равна                       |
| Кавак         | Καβάκι             | Левкес          | Λεύκες         | река на ЮИ от Равна                       |
| Кочана        | Κοτσι              | Крияри          | Κριάρι         | река на И от Равна                        |
| Гюкчели       | Γκιουκτσέρι        | Скотинорема     | Σκοτεινόρεμα   | река                                      |
| Дели Рамазан  | Ντελή Ραμαζάνι     | Саракоци        | Σαρακοστή      | местност на И от Равна                    |
| Караник       | Καρανίκ            | Мавро Рема      | Μαύρο Ρέμα     | река                                      |
| Чифлик Ери    | Τσιφλίκ Έρη        | Периволи        | Περιβόλι       | възвишение на СИ от Равна (519,1 m)       |
| Армутлу Бурун | Άρμουτλοΰ Μπουρούμ | Ахладиес        | Άχλαδιές       | възвишение на СИ от Равна (544 m)         |
| Коджа Баглари | Κοτζά Μπαγλαρί     | Амбелия         | Άμπέλια        | възвишение на СИ от Равна (495 m)         |
| Мил Чешмеси   | Μιλ Τσισμισή       | Амовриси        | Άμμόβρυση      | възвишение на СИ от Равна (522 m)         |
| Фудуклук      | Φουντουκλοϋ        | Фундуки         | Φουντούκι      | река на З от Турица                       |
| Пилаф тепе    | Πιλάφ Λόφος        | Митакас         | Μύτακας        | възвишение на СИ от Равна (610 m)         |
| Добра         | Ντόμπρα            | Исиорема        | Ίσιόρεμα       | река на ЮИ от Равна                       |

## Личности
Родени в Равна
- Велик Иванов (1888 – ?), македоно-одрински опълченец, 4 рота на 13 кукушка дружина[18]
- Велик Матов (1883 – ?), македоно-одрински опълченец, 4 рота на 13 кукушка дружина[19]
- Велин Петров (1886 – ?), македоно-одрински опълченец, 4 рота на 13 кукушка дружина, ранен на 22 юни 1913 година, носител на орден „За храброст“ IV степен[20]
- Гоце Дивлев (1907 – 1939), български комунист и деец на ВМРО (обединена)
- Костадин Митов (1893 – ?), македоно-одрински опълченец, 4 рота на 13 кукушка дружина[21]
- Костадин Стоянов (1882 – ?), македоно-одрински опълченец, 4 рота на 13 кукушка дружина[22]
- Кръстьо Сотиров (1889 – ?), македоно-одрински опълченец, 4 рота на 13 кукушка дружина[23]
- Петре Капитан, български революционер, деец на ВМОРО, умрял след 1918 г.[24]
- Петър Атанасов, македоно-одрински опълченец, Сборна партизанска рота на МОО[25]
- Стоян Атанасов Стоянов (1893 – ?), македоно-одрински опълченец, 3 рота на 13 кукушка дружина[26]
- Христо Стоянов Харистидев (1886 – ?), македоно-одрински опълченец, 3 рота на 13 кукушка дружина[27]
- Яне Димитров Мишов (1884 – ?), македоно-одрински опълченец, 3 рота на 13 кукушка дружина[28]
- Яни Рамненски (1885 – 1923), гръцки андартски капитан

Починали в Равна
- Кимон Георгиев (1867 – 1907), български революционер